# Henock Inonga Baka
Henock Inonga Baka (Kinshasa, Zaire, 1 de noviembre de 1993) es un futbolista de la República Democrática del Congo que juega en la posición de defensa central con el FAR Rabat de la Botola.

## Carrera

### Club
| Periodo   | Club                    |
| --------- | ----------------------- |
| 2016–2018 | FC Renaissance du Congo |
| 2018–2021 | DCMP                    |
| 2021–2024 | Simba SC                |
| 2024–     | FAR Rabat               |

### Selección nacional
Debutó con República Democrática del Congo el 17 de enero de 2021 en la victoria por 1-0 sobre Congo en Duala por el Campeonato Africano de Naciones de 2020 donde fue declarado jugador del partido.
También fue convocado para jugar en la Copa Africana de Naciones 2023.

## Logros
- Copa de la República Democrática del Congo (1): 2021
- Tanzania Community Shield (1): 2023
- Copa Mapinduzi (1): 2022